# Stictoleptura variicornis
Stictoleptura variicornis là một loài bọ cánh cứng trong họ Cerambycidae.